# Vaccinium dobbinii
Vaccinium dobbinii är en ljungväxtart som beskrevs av Burnham. Vaccinium dobbinii ingår i Blåbärssläktet, och familjen ljungväxter. Inga underarter finns listade i Catalogue of Life.